# Écomodernisme

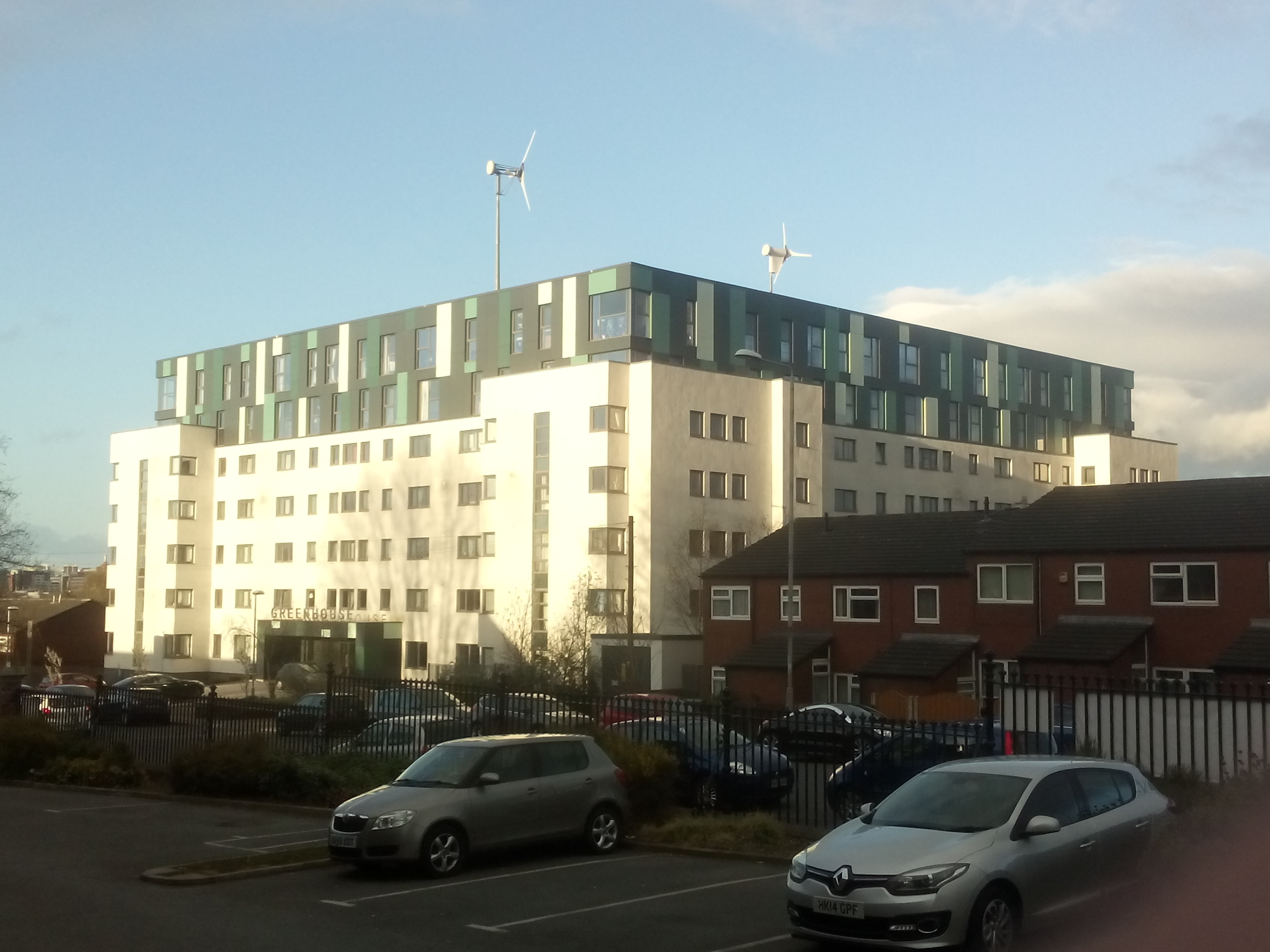
Greenhouse, Beeston, Leeds : un bâtiment que ses développeurs ont qualifié d' « écomoderniste »,,.

L’écomodernisme est une école de pensée environnementaliste qui affirme que les humains peuvent préserver la nature en utilisant des techniques de pointe pour découpler la croissance économique des impacts anthropiques du monde naturel.  

## Éléments de définition
L'écologie fondée sur le modernisme est le moyen le plus direct de définir ce mouvement. Il embrasse les aspects les plus réussis de certains concepteurs industriels (Jay Baldwin, Buckminster Fuller et Stewart Brand) des années 1960 et 70 avec le pragmatisme plein d'espoir fondé sur la réforme des modernistes[réf. nécessaire]. Il exige une compréhension plus détaillée de l'histoire de la discipline[Laquelle ?] et encourage la conception d'objets et systèmes avec l'inspiration logique du cycle de la nature intégré à ses objectifs[réf. souhaitée]. Les créations matérielles et immatérielles qui en résultent espèrent unir davantage la technologie, l’humanité et la nature. 
L’écomodernisme exhorte les concepteurs à se détacher du monde virtuel et à renouer avec les nuances de l'environnement naturel des humains afin de mieux comprendre les matériaux et les processus que l'humanité utilise, et d'apprécier l’importance des ressources naturelles.  Au lieu d'une approche linéaire à un processus de conception, basé sur le fordisme et le taylorisme, l’écomodernisme embrasse le modèle de la nature où les « déchets sont des aliments » (William McDonough et Michael Braungart) et du berceau au berceau inventé par Walter R. Stahel dans les années 1970 où la conception et la fabrication visent à « fermer la boucle ».  Pour réaliser cette composante du mouvement, les concepteurs doivent minimiser leur empreinte environnementale en utilisant des ressources locales et renouvelables pour toutes nos activités futures.

### Intensification de l'activité humaine et nature sauvage
L'écomodernisme prône explicitement la substitution des solutions énergétiques, technologiques et artificielles aux services écologiques naturels. Entre autres, les écomodernistes promeuvent l'intensification agricole, les aliments synthétiques et/ou génétiquement modifiés, les poissons issus des fermes d’aquaculture, le dessalement et le recyclage des déchets, l'urbanisation, et le remplacement des combustibles d'énergie moins "denses" par les carburants plus denses (par exemple les centrales nucléaires et les énergies renouvelables avancées), ainsi que les centrales à combustibles fossiles équipées de systèmes de captage et de stockage du carbone.  L’utilisation de la technologie pour intensifier l’activité humaine et donner plus de place à la nature sauvage est au cœur des objectifs de l’éthique environnementale écologique.
Le découplage absolu permettant la croissance verte est la priorité de l'écomodernisme. Son alignement sur les intérêts, systèmes et cultures dominants est donc élevé.

### Durabilité
L'éco-modernisme adhère aux principes de base de la durabilité, selon lequel toute la conception est créée pour : respecter et prendre soin de la communauté, améliorer la qualité de la vie, préserver la vitalité et la diversité de la Terre, minimiser l'épuisement des ressources non renouvelables et modifier les attitudes et les pratiques personnelles maintenir la capacité de charge de la planète. Les concepteurs et les partisans de ce mouvement recherchent un épanouissement créatif dans le cadre de problèmes de conception systémiques plus vastes, afin de faire passer la profession du dernier échelon de la hiérarchie de l'entreprise aux leaders et aux innovateurs respectés de la culture. Ils adhèrent à la logique moderniste et aux initiatives fondées sur la réforme, mais rejettent les solutions universelles et utilisent plutôt des matériaux locaux et des idées sensibles au genre et à la culture qui créent ce que Jorge Frascara pensait être le meilleur concept : faciliter, soutenir et améliorer la vie[non neutre].

## Naissance du mouvement
L'écomodernisme a émergé de la conception académique d'Eric Benson et Peter Fine dans un article publié en 2010 , ainsi que d’un certain nombre d'articles, de documents de politique et de livres, dont Brand's Whole Earth Discipline. Divers débats, y compris le débat sur le moment où l'Homo sapiens est devenu une force dominante agissant sur les écosystèmes de la Terre (les dates de début proposées pour cet Anthropocène vont de l'avènement de l'agriculture il y a 10 000 ans à l'invention des armes atomiques au XXe siècle). Parmi les autres débats qui fondent l'écomodernisme, citons la meilleure façon de protéger les environnements naturels, d'accélérer la décarbonisation afin d'atténuer le changement climatique et d'accélérer le développement économique et social des pauvres dans le monde.
Dans ces débats, l’écomodernisme se distingue d’autres courants de pensée, notamment le développement durable, l’économie écologique, la décroissance ou l’état stable, la réduction de la population, l’économie du laissez-faire, la voie de la «soft énergie» et la planification centrale. L'écomodernisme considère nombre de ses idéologies fondamentales empruntées au pragmatisme américain, à l'écologie politique, à l'économie de l'évolution et au modernisme. La diversité des idées et la dissidence sont des valeurs revendiquées afin d'éviter l'intolérance née de l'extrémisme et du dogmatisme.

### Manifeste écomoderniste
En avril 2015, un groupe de 18 écomodernistes autoproclamés ont publié collectivement Un Manifeste Ecomoderniste: 
- John Asafu-Adjaye
- Linus Blomqvist
- Stewart Brand
- Barry Brook
- Ruth DeFries
- Erle C. Ellis (en)
- Christopher Foreman
- David Keith
- Martin Lewis
- Mark Lynas
- Ted Nordhaus
- Roger A. Pielke Jr.
- Rachel Pritzker
- Joyashree Roy
- Mark Sagoff
- Michael Shellenberger
- Robert Stone
- Peter Teague

Les auteurs ont écrit: « Bien que nous ayons à ce jour écrit séparément, nos points de vue sont de plus en plus discutés.  Nous nous appelons écopragmatistes et écomodernistes.  Nous proposons cette déclaration pour affirmer et clarifier nos points de vue et pour décrire notre vision de mettre les extraordinaires pouvoirs de l'humanité au service de la création d'un bon Anthropocène ».
Dans leur manifeste de 2015, 18 écomodernistes autoproclamés — parmi lesquels des érudits du Breakthrough Institute, de l'Université Harvard, de l'Université de Jadavpur et de la Long Now Foundation — ont élargi la portée de la définition originale de 2010 de Eric Benson et Peter Fine en tant que telle : "nous établissons un idéal environnemental de long terme, à savoir que l’humanité doit réduire ses impacts sur l’environnement pour laisser plus de place à la nature, tandis que nous en rejetons un autre, que les sociétés humaines doivent s’harmoniser avec la nature pour éviter un effondrement économique et écologique ".

## Réception et critique
D'éminents journalistes spécialisés dans l'environnement ont fait l'éloge de ce Manifeste écomoderniste. Au New York Times, Eduardo Porter a approuvé avec enthousiasme l'approche alternative du développement durable adoptée par l'ecomodernisme.  Dans un article intitulé "Le Manifeste appelle à la fin des droits de l’environnement", Eric Holthaus de Slate a écrit: "C’est inclusif, c'est excitant, et cela donne aux écologistes un moyen de se battre pour un changement".  Le journal scientifique Nature a éditorialisé le manifeste. 
Les critiques les plus courantes sur l’écomodernisme ont trait à son manque relatif de considération pour la justice, l’ éthique et le pouvoir politique.  Dans "Un diagnostic conciliant du Manifeste écomoderniste", Paul Robbins et Sarah A. Moore décrivent les similitudes et les hypothèses concordantes entre l'écomodernisme et l'écologie politique. 
Quelques organisations s’autoproclamant écologistes ont également qualifié l'écomodernisme de prétexte pour continuer à exploiter les ressources naturelles à des fins humaines. 
Les partisans de la décroissance ou de l’économie stable sont un autre facteur de critique important envers l’écomodernisme. Dix-huit économistes écologistes ont publié une longue réplique intitulée "Une réponse décroissante à un manifeste écomoderniste", dans laquelle ils écrivent que "les écomodernistes ne fournissent ni un modèle très inspirant pour les stratégies de développement futures ni beaucoup de solutions à nos problèmes environnementaux et énergétiques". 
Lors du dialogue annuel organisé par le Breakthrough Institute en juin 2015, plusieurs éminents spécialistes de l'environnement ont présenté une critique de l'écomodernisme.  Bruno Latour a fait valoir que la modernité célébrée dans le Manifeste Ecomoderniste est un mythe. Jenny Price a fait valoir que le manifeste offrait une vision simpliste de "l'humanité" et de la "nature", qui, dit-elle, sont "rendues invisibles" en en parlant de manière aussi large.

## Actions pro-nucléaires
Les tenants de l’écomodernisme se déclarent ouvertement pro-nucléaires, point de vue qui s’oppose à celui d’autres organisations se réclamant aussi de l'écologie.

### Campagne de sauvetage de la centrale nucléaire de Diablo Canyon
En janvier 2016, plusieurs auteurs du Manifeste Ecomodernist , ainsi que Kerry Emanuel, James Hansen, Steven Pinker, Stephen Tindale et le lauréat du prix Nobel Burton Richter ont signé une lettre ouverte demandant que la centrale nucléaire de Diablo Canyon ne soit pas fermée. La lettre a été adressée au gouverneur de Californie Jerry Brown, au PDG de Pacific Gas & Electric, et aux représentants de l’État de Californie.

### Sauvez l'Illinois Nucléaire
En avril 2016, Shellenberger, Brand et Lynas, auteurs du manifeste écomoderniste , ainsi que d'autres scientifiques et défenseurs de l'environnement tels que Hansen, Richter et Emanuel, ont signé une lettre ouverte demandant le maintien de six centrales nucléaires en activité dans l'Illinois (Braidwood, Byron, Clinton, Dresde, LaSalle et Quad Cities). En 2010, l'Illinois est en première position aux États-Unis en termes de capacité et de production nucléaire, la production issue de ses centrales nucléaires représentant 12% du total des États-Unis. En 2010, 48% de l'électricité de l'Illinois était produite à partir de l'énergie nucléaire.